# Stewart Rome
Stewart Rome, eigentlich Wernham Ryott Gifford (* 30. Januar 1886 in Newbury, Berkshire, Vereinigtes Königreich; † 26. Februar 1965 ebenda) war ein britischer Schauspieler, ein Stummfilmidol der 10er und 20er Jahre.

## Leben
Rome hatte ein Bauingenieursstudium begonnen und vier Jahre lang in diesem Beruf gearbeitet. 1906 wechselte er zur Schauspielerei. Rome gab sein Debüt in dem Stück ‘The Girl Behind the Counter’. Anschließend ging er auf ausgedehnte Tournee durch Australien und Neuseeland.
Zurück in England, begann Rome im Jahre 1913 eine Filmkarriere, die den gutaussehenden Schauspieler zu einem der populärsten Leinwandstars der kommenden anderthalb Jahrzehnte machte. Im Jahre 1915 rangierte er bei einer Umfrage einer britischen Zeitschrift nach dem beliebtesten Schauspieler auf Platz 2, gleich hinter Charles Chaplin. Stewart Rome verkörperte in seinen (kulturhistorisch bedeutungslosen) Filmen romantische Liebhaber, perfekte Gentlemen, elegante Abenteurer und sportive Edelmänner aller Arten.
In den Jahren 1923/24 führten ihn Verpflichtungen auch in deutsche und französische Studios. Kurzzeitig versuchte er außerdem sein Glück in Hollywood. Mit Anbruch des Tonfilm-Zeitalters gelang Rome problemlos der Übergang ins Charakterfach. Er spielte weiterhin Hauptrollen: Offiziere mit tadellosen Manieren und korrekte Kriminalinspektoren, ehrwürdige Ehegatten und noble Charaktere aller Arten. 1950 beendete Rome seine Filmtätigkeit und kehrte später in seinen Geburtsort zurück.

## Filmografie
| - 1913: A Throw of the Dice - 1913: Justice - 1914: The Heart of Midlothian - 1914: The Cry of the Captive - 1914: The Man From India - 1914: The Call - 1914: Barnaby Rudge - 1915: Schoolgirl Rebels - 1915: Spies - 1915: The Traitor - 1915: The Barman - 1915: Iris - 1915: Sweet Lavender - 1916: Partners - 1916: Annie Laurie - 1916: Molly Bawn - 1916: The Cobweb - 1917: The American Heiress - 1917: A Grain of Sand - 1918: The Touch of a Child - 1919: Snow in the Desert - 1919: The Great Coup - 1920: Her Son - 1920: Her Penalty - 1921: Christie Johnstone - 1921: The Imperfect Lover - 1922: The White Hope - 1922: The Prodigal Son - 1923: Ferragus - 1923: Fires of Fate - 1923: Im Schatten der Moschee - 1924: La poupée du milliardaire - 1924: Ums blaue Band (The Stirrup Cup Sensation) - 1924: Reveille | - 1924: The Eleventh Commandment - 1925: Vater Voss - 1925: The Silver Treasure - 1926: Thou Fall - 1926: Die Insel der verbotenen Küsse - 1927: Die Frau ohne Namen (2 Teile) - 1927: Somehow Good - 1927: Colonialskandal - 1928: The Ware Case - 1928: Der rote Kreis - 1929: Hingabe - 1929: Dark Red Roses - 1930: The Last Hour - 1931: Rynox - 1931: Deadlock - 1932: Reunion - 1932: Betrayal - 1933: Designing Women - 1934: Temptation - 1935: Debt of Honour - 1936: Men of Yesterday - 1936: Zigeunerprinzessin (Wings of the Morning) - 1937: The Squeaker - 1937: …heute Abend – Hotel Ritz (Dinner at the Ritz) - 1938: The Dance of Death - 1939: Confidential Lady - 1939: Shadowed Eyes - 1941: Banana Ridge - 1941: One of Our Aircraft Is Missing - 1942: Salute John Citizen - 1946: Paganini (The Magic Bow) - 1947: Symbol des Glücks (The White Unicorn) - 1948: Der Frauenfeind (Woman Hater) - 1950: Let’s Have a Murder |